# Marco Filippi
Marco Filippi (Livorno, 5 agosto 1964) è un politico italiano.

## Biografia
Nato a Livorno, vive a Fauglia (Pisa); ha tre figli: Anna Sofia (della precedente compagna), Bernardo e Romeo, avuti dalla compagna Cecilia.
Diplomato perito elettrotecnico all’istituto tecnico industriale di Livorno, è dipendente della locale azienda del gas e dell’acqua (poi diventata ASA SpA). Attivo nel sindacato, dal 1988 al 1990 è membro della segreteria provinciale della CGIL nella categoria degli elettrici FNLE.
Nel 1990 viene eletto con il Partito Comunista Italiano nel consiglio provinciale a Livorno, dove ha la delega alle politiche giovanili e al patrimonio. Dopo essere confluito nel Partito Democratico della Sinistra, dal 1995 al 1999 è assessore al Comune di Livorno con deleghe al sociale, alle politiche giovanili, all'istruzione, alla partecipazione e volontariato e al Decentramento. 
Dal 2000 viene eletto segretario cittadino dei Democratici di Sinistra a Livorno, carica che ricopre fino al 2004. In tale anno è candidato come capolista per i DS per le amministrative nel Comune di Livorno, risultando il più votato. Nel maggio 2005 è nominato Assessore con delega alla Mobilità, all'Ambiente e alla Riqualificazione delle Periferie Nord nella città labronica. 
Nella primavera 2006 è candidato dai Democratici di Sinistra al Senato, risultando eletto. Conferma il proprio seggio a Palazzo Madama anche dopo le elezioni politiche del 2008 e del 2013, nelle file del Partito Democratico. Nel novembre 2015, con un emendamento a un ddl delega, ha proposto di eventualmente tassare le biciclette.. Conclude il proprio mandato parlamentare nel 2018.